# Patrick Wiercioch
Patrick Wiercioch (ur. 12 września 1990 w Burnaby, Kolumbia Brytyjska) – kanadyjski hokeista pochodzenia polskiego, reprezentant Kanady.

## Pochodzenie i rodzina
Jego rodzice Andrew (Andrzej) i Ewa wyemigrowali z Polski w 1988. Ma rodzeństwo: siostrę Gabrielle i młodszego brata Christophera.

## Kariera klubowa
- Ridge Meadows Rustlers U15  (2004-2005)
- Vancouver NE Chiefs U18 AAA (2005-2006)
- Burnaby Express (2006-2007)
- Omaha Lancers (2007-2008)
- University of Denver (2008-2010)
- Binghamton Senators (2010-2013)
- Ottawa Senators (2011, 2013-2016)
- Colorado Avalanche (2016-2017)
- Utica Comets (2017-2018)
- Dynama Minsk (2018-2019)
- HC Bolzano (2019-2020)
- Timrå IK (2021-)

Wychowanek klubu Ridge Meadows M.H.A. Na początku kariery grał w rodzinnych stronach w ligach juniorskich. Następnie przeniósł się do USA i występował w rozgrywkach USHL. W drafcie NHL z 2008 został wybrany przez Ottawa Senators (oddany z Chicago Blackhawks), po czym przez dwa lata grał w zespole akademickim uniwersytetu w Denver. W kwietniu 2010 podpisał trzyletni kontrakt z Ottawa Senators, po czym został przekazany do amerykańskiego klubu farmerskiego, Binghamton Senators, w lidze AHL. W zespole Senatorów zadebiutował w NHL pod koniec sezonu 2010/2011 na przełomie marca i kwietnia 2011 (został powołany do kadry po tym, jak kontuzję odniósł Siergiej Gonczar; w sumie zagrał wówczas osiem meczów). Następnie rozegrał cały sezon 2011/2012 w AHL, a w jego trakcie w grudniu 2011 odniósł ciężką kontuzję karku, która zagrażała poważnie jego zdrowiu i życiu. Następnie rozegrał pierwszą część edycji AHL 2012/2013, gdy w lidze NHL ogłoszono lokaut w sezonie NHL (2012/2013). W styczniu został wezwany ponownie do Ottawy i do maja 2013 rozegrał skrócony sezon NHL z Ottawa Senators. 3 marca 2013 strzelił swojego pierwszego gola w lidze, w meczu z New York Islanders. W tym okresie uzyskał stałe miejsce w kadrze meczowej zespołu. W lipcu 2013 przedłużył kontrakt z Senators o trzy lata. Od lipca 2016 zawodnik Colorado Avalanche, związany rocznym kontraktem. Odszedł z klubu w połowie 2017. Od lipca 2017 zawodnik Vancouver Canucks. W sezonie 2017/2018 grał w zespole farmerski, Utica Comets, w AHL. W lipcu 2018 został zawodnikiem Dynama Minsk w rosyjskich rozgrywkach KHL. W grudniu 2019 został graczem włoskiej drużyny HC Bolzano. Na początku lutego 2021 został zaangażowany przez szwedzki klub Timrå IK.
Uczestniczył w turnieju mistrzostw świata w 2015.

## Sukcesy i osiągnięcia
Reprezentacyjne
- Złoty medal mistrzostw świata: 2015

Klubowe
- Clark Cup – mistrzostwo USHL: 2008 z Omaha Lancers
- Mistrzostwo konferencji AHL: 2011 z Binghamton Senators
- Puchar Caldera – mistrzostwo AHL: 2011 z Binghamton Senators
- Puchar Spenglera: 2019 z Team Canada

Indywidualne
- NCAA (WCHA) 2008/2009:
  - Skład gwiazd pierwszoroczniaków
  - Drugi skład gwiazd
- NCAA (WCHA) 2008/2009:
  - Skład gwiazd studentów
  - Pierwszy skład gwiazd